# Anthée (mythologie)
Pour les articles homonymes, voir Anthée.
Dans la mythologie grecque, Anthée  en grec ancien Ἄνθεια, Ántheia est le fils d'Anténor et de Théano.
Dans l’Iliade, il est tué par méprise par Pâris.